# Walckenaeria faceta
Walckenaeria faceta là một loài nhện trong họ Linyphiidae. Loài này phân bố ở México.